# Pseudohelina cockerelli
Pseudohelina cockerelli är en tvåvingeart som först beskrevs av Fritz Isidore van Emden 1951.  Pseudohelina cockerelli ingår i släktet Pseudohelina och familjen husflugor. Inga underarter finns listade i Catalogue of Life.